# プロヴォカトゥール
| 専門評論家によるレビュー      | 専門評論家によるレビュー |
| レビュー・スコア              | レビュー・スコア         |
| 出典                          | 評価                     |
| ----------------------------- | ------------------------ |
| AllMusic                      | [ 5 ]                    |
| The Rolling Stone Album Guide | [ 6 ]                    |

『プロヴォカトゥール (煽動)』 (Agent Provocateur) は、アメリカ人とイギリス人によるロック・バンド、フォリナーが、1984年12月14日にリリースした5枚目のスタジオ・アルバム。
内側と外側を通して人生を見るスパイの話を歌ったコンセプト・アルバムである。アルバムは、イギリスで最初にして唯一の1位を獲得し、アメリカでは4位に達した。アメリカでのアルバムの売り上げは、前作よりも少なかったが、バンドで最もヒットしたシングルで、アルバムの愛のテーマである「アイ・ウォナ・ノウ」を収録しており、この曲は、バンドで唯一、イギリスとアメリカで1位を獲得し、それぞれ3週間と2週間トップとなった。これに続くシングルの「イエスタデイ」は、アメリカで最高12位のヒット曲となった。このアルバムは、イギリスで、BRIによってプラチナに、アメリカで、RIAAによってトリプル・プラチナに認定された。

## 収録曲
特に表記のない限り、全曲ミック・ジョーンズとルー・グラムによる作曲。
1. トゥース・アンド・ネイル - "Tooth and Nail" – 3:54
2. イエスタデイ - "That Was Yesterday" – 3:46
3. アイ・ウォナ・ノウ - "I Want to Know What Love Is" (Jones) – 5:04
4. グローイング・アップ - "Growing Up the Hard Way" – 4:18
5. リアクション・トゥ・アクション - "Reaction to Action" – 3:57
6. ストレンジャー・イン・ハウス - "Stranger in My Own House" (Jones) – 4:54
7. ラヴ・イン・ヴェイン - "A Love in Vain" – 4:12
8. ダウン・オン・ラヴ - "Down on Love" – 4:08
9. トゥ・ディファレント・ワールズ - "Two Different Worlds" (Gramm) – 4:28
10. シーズ・トゥ・タフ - "She's Too Tough" – 3:07

## パーソネル

### フォリナー
- ルー・グラム (Lou Gramm) – リード・ボーカル、パーカッション
- ミック・ジョーンズ (Mick Jones) – ギター、キーボード、シンセサイザー、ベース、バック・ボーカル
- リック・ウィルス (Rick Wills) – ベース、バック・ボーカル
- デニス・エリオット (Dennis Elliott) – ドラム

### アディショナル・ミュージシャン
- ウォーリー・バドロウ (Wally Badarou) – シンセサイザー
- トム・ベイリー (Tom Bailey) – シンセサイザー ("I Want to Know What Love Is")
- ブライアン・イードルス (Brian Eddolls) – シンセサイザー
- ラリー・ファースト (Larry Fast) – シンセサイザー
- デイヴ・レボルト (Dave Lebolt) – シンセサイザー
- ボブ・メイヨ (Bob Mayo) – キーボード、ピアノ、バック・ボーカル
- ジャック・ウォルドマン (Jack Waldman) – シンセサイザー
- マーク・リヴェラ (Mark Rivera) – サクソフォーン、バック・ボーカル
- トンプソン・ツインズ (Thompson Twins) – バック・ボーカル
- イアン・ロイド (Ian Lloyd) – バック・ボーカル
- ドン・ハーパー (Don Harper) – バック・ボーカル ("I Want to Know What Love Is")
- ジェニファー・ホリデイ (Jennifer Holliday) – バック・ボーカル ("I Want to Know What Love Is")
- GMWA・ニュージャージー・ミサ聖歌隊 (New Jersey Mass Choir of the GMWA) – バック・ボーカル ("I Want to Know What Love Is")

## プロダクション
- プロデューサー - ミック・ジョーンズ、アレックス・サドキン
- チーフ・エンジニア/ミキシング・エンジニア - フランク・フィリペッティ
- アディショナル・エンジニア - ジョシュ・アビー、ラリー・アレクサンダー、ジェイソン・コルサロ、ジョー・フェーラ、ハウイー・リンデマン
- アシスタント・エンジニア - ボビー・コーエン、ティム・クリッチ、スコット・マブチ
- デジタル・リマスター - テッド・ジェンセン
- アート・ディレクション - ボブ・デフリン
- デザイン - ボブ・デフリン

## チャート
| チャート (1985年)                    | 最高位 |
| ------------------------------------ | ------ |
| オーストリア                         | 10     |
| カナダ                               | 3      |
| フランス                             | 15     |
| ドイツ                               | 1      |
| オランダ                             | 12     |
| ニュージーランド                     | 4      |
| ノルウェー                           | 1      |
| スウェーデン                         | 1      |
| スイス                               | 1      |
| アメリカ                             | 1      |
| アメリカ (Billboard 200)             | 4      |
| アメリカ (R&B/ヒップホップ・アルバム | 49     |

| 年     | タイトル                       | チャート                   | 最高位 |
| ------ | ------------------------------ | -------------------------- | ------ |
| 1984年 | アイ・ウォナ・ノウ             | ビルボードホット100        | 1      |
| 1984年 | アイ・ウォナ・ノウ             | メインストリーム・ロック   | 1      |
| 1984年 | アイ・ウォナ・ノウ             | アダルト・コンテンポラリー | 3      |
| 1984年 | アイ・ウォナ・ノウ             | ホットR&B/ヒップホップ     | 85     |
| 1985年 | イエスタデイ                   | ビルボードホット100        | 12     |
| 1985年 | イエスタデイ                   | メインストリーム・ロック   | 4      |
| 1985年 | イエスタデイ                   | アダルト・コンテンポラリー | 24     |
| 1985年 | リアクション・トゥ・アクション | ビルボードホット100        | 54     |
| 1985年 | リアクション・トゥ・アクション | モダンロック               | 44     |
| 1985年 | ダウン・オン・ラヴ             | ビルボードホット100        | 54     |

## 認定
| 国/地域                                             | 認定        | 認定/売上数 |
| --------------------------------------------------- | ----------- | ----------- |
| フランス (SNEP)                                     | Gold        | 100,000*    |
| ドイツ (BVMI)                                       | Platinum    | 500,000^    |
| ニュージーランド (RMNZ)                             | Gold        | 7,500^      |
| スイス (IFPI Switzerland)                           | Platinum    | 50,000^     |
| イギリス (BPI)                                      | Platinum    | 300,000^    |
| アメリカ合衆国 (RIAA)                               | 3× Platinum | 3,000,000^  |
| * 認定のみに基づく売上数 ^ 認定のみに基づく出荷枚数 |             |             |